# Ålandsbanken
Ålandsbanken ist ein finnisches Kreditinstitut mit Hauptsitz in Mariehamn, der Hauptstadt der Autonomieregion Åland. Die Bank wurde 1919 von Bauern auf Åland gegründet. Ålandsbanken ist seit 1942 an der Börse Helsinki notiert. Nach der Verstaatlichung der isländischen Kaupthing Bank übernahm Ålandsbanken deren schwedischen Geschäftsbereich von der Schwedischen Reichsbank für 388 Millionen Schwedische Kronen. Die ehemalige Kaupthing Bank Sverige AB firmiert heute als Ålandsbanken Sverige AB. Alleine auf den Inseln Ålands werden 19 Zweigstellen unterhalten, zusätzlich betreibt Ålandsbanken 9 weitere Geschäftsstellen auf dem finnischen Festland und in Schweden. 